# خانواده من (فیلم)
«خانواده من» (انگلیسی: My Family) یک فیلم به کارگردانی گرگوری ناوا است که در سال ۱۹۹۵ منتشر شد.

## بازیگران
- جیمی اسمیتس
- ادوارد جیمز آلموس
- جنیفر لوپز
- جیکوب بارگاس
- اسکات باکولا
- لوپه اونتیوروس
- مری استینبورگن
- جنی گاگو